# Pengabuan
Pengabuan is een bestuurslaag in het regentschap Muara Enim van de provincie Zuid-Sumatra, Indonesië. Pengabuan telt 6179 inwoners (volkstelling 2010).